# Relationer mellan Sovjetunionen och Sverige
Relationer mellan Sovjetunionen och Sverige var de bilaterala relationerna mellan Sovjetunionen och Sverige. Sovjetunionen hade en ambassad i Stockholm. Sverige hade en ambassad i Moskva. Båda stater var medlemmar av NF och FN.

## Historik

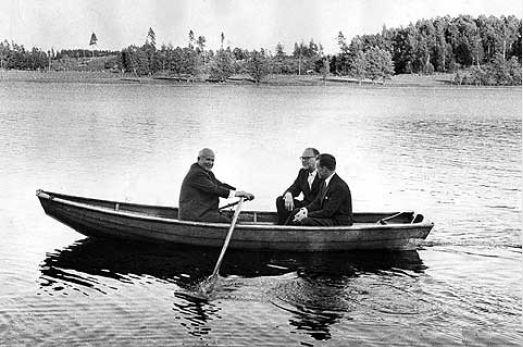
Nikita Chrusjtjov, Sovjets parti- och regeringschef tillsammans med Sveriges statsminister Tage Erlander samt en tolk vid Harpsund år 1964.

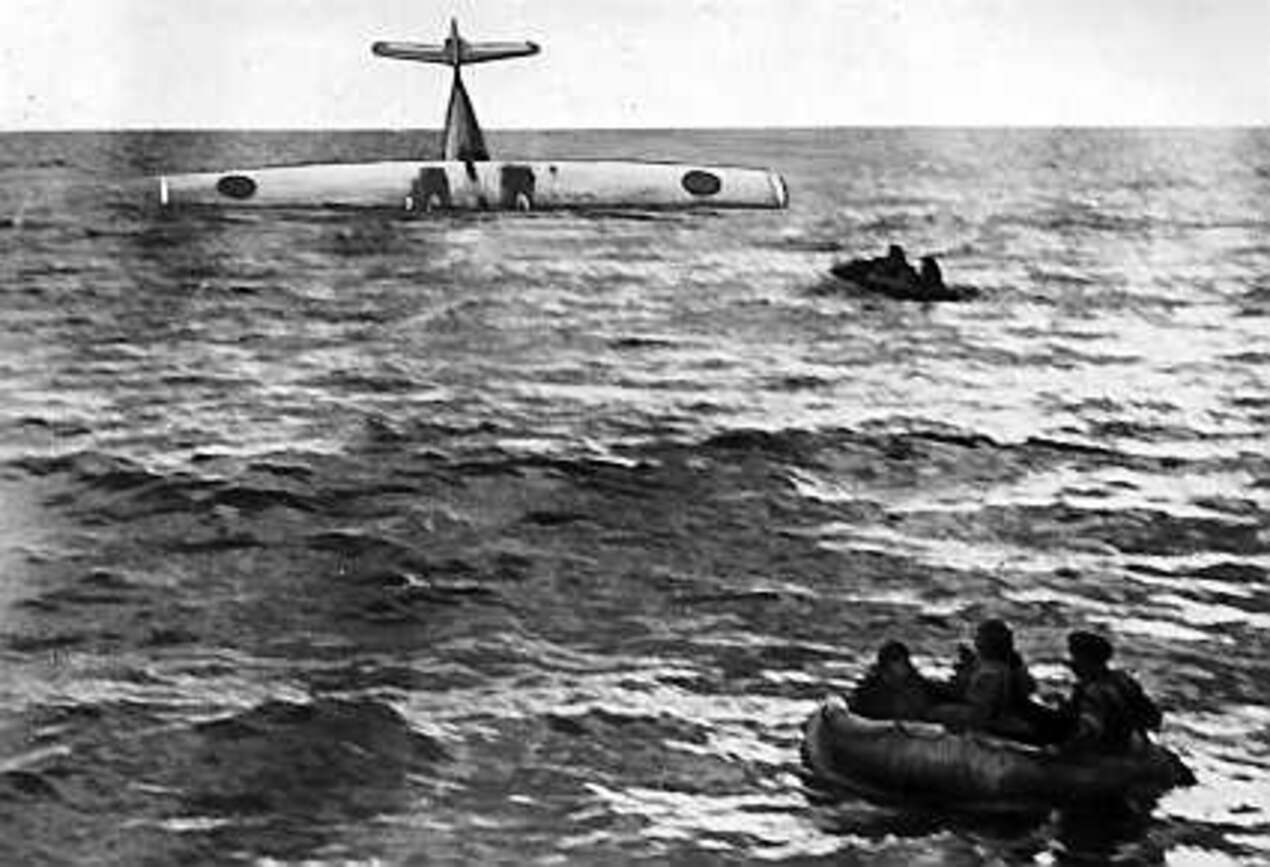
Catalinaaffären.

Under 1920- och 30-talen migrerade de så kallade Kirunasvenskarna till Sovjetunionen. I Sverige startades en insamling för att få hem gammelsvenskbybor till Sverige. Man fick ihop 800 000 svenska kronor, och den 22 juli 1929 påbörjades färden, och den 1 augusti 1929 anlände de med båten till Trelleborg. Vissa slog sig ner på Gotland, andra återvände hem då de inte trivdes med vädret eller svenska förhållanden.
Den svenske diplomaten Raoul Wallenberg delade mellan juli och december 1944 ut skyddspass och gömde judar, och räddade livet på tusentals judar i Ungern. 1944 arresterades han i Ungern och sattes i fängelse i Moskva, där han antas ha dött.. Åren därpå präglades av Baltutlämningen och inledningen på Kalla kriget.
Den 13 juni 1952 försvann ett svenskt DC3-flygplan ner över Östersjön. Den 16 juni 1952 sköt Sovjetunionen ner ett svenskt Catalinaflygplan över Östersjön. Sovjetunionens utrikesministerium förklarade i en not att svenskarna kränkt Sovjetunionens gränser. Sveriges regering avvisade detta den 18 juni 1952. Catalinabesättningen paddlade omkring i en gummiflotte, men räddades av besättningen på västtyska handelsfartyget Münsterland.. Under 1980-talet debatterades ofta sovjetiska ubåtskränkningar av svenska vatten. Den 27 oktober 1981 dök plötsligt en sovjetisk ubåt som var kärnvapenbestyckad upp i Karlskrona skärgård, och kaptenen skyllde på felnavigering. Sverige tilläts inte inspektera, och den 5 november åkte ubåten iväg mot Kaliningrad, och eskorterades av svenska örlogsfartyg ut från Sveriges territorialvatten.
Den 21 november 1986 kunde estländska avhopparparet Lena Miller och Valdo Randpere, som flydde i augusti 1984 och beviljades politisk asyl i Sverige, återförenas med sin 3-åriga dotter Kaisa Randpere, som tilläts lämna Sovjetunionen.. Den 13 januari 1988 möttes Sveriges dåvarande statsminister Ingvar Carlsson och Sovjetunionens dåvarande premiärminister Nikolaj Ryzjkov i Stockholm och kom överens om den ekonomiska gränsdragningen kring Östersjön vid den så kallade vita zonen, som sedan 1969 varit föremål för förhandlingar.

## Sport
Inom bland annat bandy och ishockey byggdes en idrottslig rivalitet mellan de båda landslagen upp, och både Sverige och Sovjetunionen tillhörde världstoppen i dessa grenar.